# 2C-B
2C-B (4-bromo-2,5-dimethoxyphenethylamine) là một loại chất thức thần tổng hợp thuộc họ 2C, được Alexander Shulgin tổng hợp lần đầu vào năm 1974 và thường được sử dụng làm thuốc giải trí. Có rất ít thông tin khoa học liên quan đến dược động học và tác dụng dược lý của thuốc ở người. Các nghiên cứu hiện tại chủ yếu phân loại 2C-B là một chất kích thích và chất gây ảo giác, và ít phổ biến hơn là một entactogen (chất tạo sự xúc chạm bên trong), và empathogen (chất tạo trạng thái đồng cảm).
2C-B thường được dùng bằng đường uống, nhưng cũng có thể được bơm hoặc vape (hóa hơi). Trong sách PiHKAL của Shulgin, phạm vi liều lượng được liệt kê là 12–24 mg.
Khi 2C-B được bán dưới dạng thuốc giải trí, nó thường ở dạng bột, ít phổ biến hơn ở dạng viên nang hoặc thuốc viên. Nó cũng được gọi bằng một số tên lóng.